# Grande Prêmio da Grã-Bretanha de 1982
Resultados do Grande Prêmio da Grã-Bretanha de Fórmula 1 realizado em Brands Hatch em 18 de julho de 1982. Décima etapa do campeonato, foi vencido pelo austríaco Niki Lauda, da McLaren-Ford, que foi ladeado no pódio por Didier Pironi e Patrick Tambay, pilotos da Ferrari.

## Resumo

### Calendário para 1983
Conforme o calendário provisório da Fórmula 1 divulgado em Brands Hatch o ano de 1983 teria dezoito etapas a serem disputados em nove meses. Em relação ao apresentado houve o seguinte: Brasil, Oeste dos EUA, Mônaco, Detroit e Canadá mantiveram as datas estipuladas. Por outro lado, África do Sul, San Marino, Bélgica, Países Baixos, França, Grã-Bretanha, Alemanha, Áustria e Itália ocorreram em outros dias e dentre as provas canceladas estavam Argentina, Suíça e Las Vegas, bem como abandonaram a ideia de correr em Nova York ou Moscou.

### Treinos
Logo na sexta-feira o finlandês Keke Rosberg assinalou 1:09.540 e assinalou o melhor tempo com sua Williams e não foi superado por seus concorrentes, enquanto Riccardo Patrese e Nelson Piquet se esforçaram para levar a Brabham adiante da Ferrari de Didier Pironi, o quarto colocado. Como o tempo do finlandês não foi batido por seus concorrentes, o mesmo conseguiu a primeira pole de sua carreira.

### Vitória de Niki Lauda
Todo o esforço empreendido nos dias anteriores por Keke Rosberg resultou em decepção quando sua Williams falhou durante a volta de apresentação, obrigando-o a largar em último. No momento em que a prova começou, o piloto Riccardo Patrese (Brabham) não conseguiu partir e foi atingido por René Arnoux (Renault) e este por Teo Fabi (Toleman) num imbróglio que eliminou o referido trio e no meio do qual alçou Nelson Piquet à liderança, condição mantida por nove voltas adiante de Niki Lauda. Largando com pneus mais macios e menos gasolina no tanque, o brasileiro manteve a primeira posição até a quebra de sua bomba de combustível resultando num benefício para Lauda. Antes disso um novo acidente eliminou John Watson (McLaren), Chico Serra (Fittipaldi) e Jean-Pierre Jarier (Osella) enquanto Roberto Guerrero (Ensign) saiu da contenda por quebra de motor.
Seguro em sua condução, o austríaco foi perseguido a uma certa distância por Didier Pironi até que o piloto da Ferrari foi superado por Derek Warwick na vigésima quinta volta para delírio do público, mas o desgosto se impôs quando a Toleman do britânico parou após dezesseis voltas por falta de combustível, afinal largara em décimo sexto lugar com apenas meio tanque visando atrair novos patrocinadores. Ato contínuo, Pironi recuperou o segundo lugar enquanto Elio de Angelis galgou a terceira posição com sua Lotus. Sob certa modorra, a prova trouxe algo inédito para os compêndios da Fórmula 1: a primeira e única volta mais rápida na carreira do britânico Brian Henton, façanha obtida quando sua Tyrrell marcou 1:13.028 na sexagésima terceira volta. Poupando ao máximo seu equipamento, Niki Lauda venceu com vinte e cinco segundos de vantagem sobre Didier Pironi enquanto Patrick Tambay conquistou o primeiro pódio de sua carreira ao superar Elio de Angelis na última volta, sendo que o italiano da Lotus por pouco não cedeu posições à Williams de Derek Daly e à Renault de Alain Prost, os quais completaram a zona de pontuação.
Graças aos resultados do momento Didier Pironi assumiu a liderança do campeonato com 35 pontos ante 30 de John Watson. No campeonato de construtores a McLaren liderava com 54 pontos, nove a mais que a Ferrari.

## Classificação da prova

### Treinos oficiais
| Pos.    | Nº | Piloto             | Construtor      | Q1       | Q2       | Dif.    |
| ------- | -- | ------------------ | --------------- | -------- | -------- | ------- |
| 1       | 6  | Keke Rosberg       | Williams-Ford   | 1:09.540 | 1:10.663 | —       |
| 2       | 2  | Riccardo Patrese   | Brabham-BMW     | 1:10.980 | 1:09.627 | + 0.087 |
| 3       | 1  | Nelson Piquet      | Brabham-BMW     | 1:10.418 | 1:10.060 | + 0.520 |
| 4       | 28 | Didier Pironi      | Ferrari         | 1:10.066 | 1:10.386 | + 0.526 |
| 5       | 8  | Niki Lauda         | McLaren-Ford    | 1:11.303 | 1:10.638 | + 1.098 |
| 6       | 16 | René Arnoux        | Renault         | 1:12.371 | 1:10.641 | + 1.101 |
| 7       | 11 | Elio de Angelis    | Lotus-Ford      | 1:10.650 | 1:10.735 | + 1.110 |
| 8       | 15 | Alain Prost        | Renault         | 1:11.333 | 1:10.728 | + 1.188 |
| 9       | 3  | Michele Alboreto   | Tyrrell-Ford    | 1:11.904 | 1:10.892 | + 1.352 |
| 10      | 5  | Derek Daly         | Williams-Ford   | 1:10.980 | 1:11.197 | + 1.440 |
| 11      | 22 | Andrea de Cesaris  | Alfa Romeo      | 1:11.347 | 1:12.309 | + 1.807 |
| 12      | 7  | John Watson        | McLaren-Ford    | 1:11.556 | 1:11.418 | + 1.878 |
| 13      | 27 | Patrick Tambay     | Ferrari         | 1:11.750 | 1:11.430 | + 1.890 |
| 14      | 23 | Bruno Giacomelli   | Alfa Romeo      | 1:11.502 | 1:15.549 | + 1.962 |
| 15      | 36 | Teo Fabi           | Toleman-Hart    | 1:12.979 | 1:11.728 | + 2.188 |
| 16      | 35 | Derek Warwick      | Toleman-Hart    | 1:12.236 | 1:11.761 | + 2.221 |
| 17      | 4  | Brian Henton       | Tyrrell-Ford    | 1:12.952 | 1:12.080 | + 2.540 |
| 18      | 31 | Jean-Pierre Jarier | Osella-Ford     | 1:13.109 | 1:12.436 | + 2.896 |
| 19      | 14 | Roberto Guerrero   | Ensign-Ford     | 1:14.877 | 1:12.668 | + 3.128 |
| 20      | 26 | Jacques Laffite    | Ligier-Matra    | 1:13.402 | 1:12.695 | + 3.155 |
| 21      | 20 | Chico Serra        | Fittipaldi-Ford | 1:13.255 | 1:13.096 | + 3.556 |
| 22      | 29 | Marc Surer         | Arrows-Ford     | 1:13.181 | 1:13.701 | + 3.641 |
| 23      | 12 | Nigel Mansell      | Lotus-Ford      | 1:13.545 | 1:13.212 | + 3.672 |
| 24      | 25 | Eddie Cheever      | Ligier-Matra    | 1:15.977 | 1:13.301 | + 3.761 |
| 25      | 17 | Jochen Mass        | March-Ford      | 1:14.657 | 1:13.622 | + 4.082 |
| 26      | 30 | Mauro Baldi        | Arrows-Ford     | 1:15.246 | 1:13.721 | + 4.181 |
| 27      | 9  | Manfred Winkelhock | ATS-Ford        | 1:13.741 | 1:15.548 | + 4.201 |
| 28      | 33 | Jan Lammers        | Theodore-Ford   | 1:13.815 | 1:14.303 | + 4.275 |
| 29      | 10 | Eliseo Salazar     | ATS-Ford        | 1:15.330 | 1:13.866 | + 4.326 |
| 30      | 18 | Raul Boesel        | March-Ford      | 1:15.724 | 1:13.968 | + 4.428 |
| Fontes: |    |                    |                 |          |          |         |

### Corrida
| Pos.    | Nº | Piloto             | Construtor      | Voltas | Tempo/Diferença        | Grid | Pontos |
| ------- | -- | ------------------ | --------------- | ------ | ---------------------- | ---- | ------ |
| 1       | 8  | Niki Lauda         | McLaren-Ford    | 76     | 1:35:33.812            | 5    | 9      |
| 2       | 28 | Didier Pironi      | Ferrari         | 76     | + 25.726               | 4    | 6      |
| 3       | 27 | Patrick Tambay     | Ferrari         | 76     | + 38.436               | 13   | 4      |
| 4       | 11 | Elio de Angelis    | Lotus-Ford      | 76     | + 41.242               | 7    | 3      |
| 5       | 5  | Derek Daly         | Williams-Ford   | 76     | + 41.430               | 10   | 2      |
| 6       | 15 | Alain Prost        | Renault         | 76     | + 41.636               | 8    | 1      |
| 7       | 23 | Bruno Giacomelli   | Alfa Romeo      | 75     | + 1 volta              | 14   |        |
| 8       | 4  | Brian Henton       | Tyrrell-Ford    | 75     | + 1 volta              | 17   |        |
| 9       | 30 | Mauro Baldi        | Arrows-Ford     | 74     | + 2 voltas             | 26   |        |
| 10      | 17 | Jochen Mass        | March-Ford      | 73     | + 3 voltas             | 25   |        |
| Ret     | 22 | Andrea de Cesaris  | Alfa Romeo      | 66     | Pane elétrica          | 11   |        |
| Ret     | 25 | Eddie Cheever      | Ligier-Matra    | 60     | Motor                  | 24   |        |
| Ret     | 29 | Marc Surer         | Arrows-Ford     | 59     | Motor                  | 22   |        |
| Ret     | 6  | Keke Rosberg       | Williams-Ford   | 50     | Sistema de combustível | 1    |        |
| Ret     | 3  | Michele Alboreto   | Tyrrell-Ford    | 44     | Motor                  | 9    |        |
| Ret     | 26 | Jacques Laffite    | Ligier-Matra    | 41     | Câmbio                 | 20   |        |
| Ret     | 35 | Derek Warwick      | Toleman-Hart    | 40     | Semieixo               | 16   |        |
| Ret     | 12 | Nigel Mansell      | Lotus-Ford      | 29     | Cansaço físico         | 23   |        |
| Ret     | 1  | Nelson Piquet      | Brabham-BMW     | 9      | Sistema de combustível | 3    |        |
| Ret     | 14 | Roberto Guerrero   | Ensign-Ford     | 3      | Motor                  | 19   |        |
| Ret     | 31 | Jean-Pierre Jarier | Osella-Ford     | 2      | Colisão                | 18   |        |
| Ret     | 20 | Chico Serra        | Fittipaldi-Ford | 2      | Colisão                | 21   |        |
| Ret     | 7  | John Watson        | McLaren-Ford    | 2      | Spun Off               | 12   |        |
| Ret     | 2  | Riccardo Patrese   | Brabham-BMW     | 0      | Colisão                | 2    |        |
| Ret     | 16 | René Arnoux        | Renault         | 0      | Colisão                | 6    |        |
| Ret     | 36 | Teo Fabi           | Toleman-Hart    | 0      | Colisão                | 15   |        |
| DNQ     | 9  | Manfred Winkelhock | ATS-Ford        |        |                        |      |        |
| DNQ     | 33 | Jan Lammers        | Theodore-Ford   |        |                        |      |        |
| DNQ     | 10 | Eliseo Salazar     | ATS-Ford        |        |                        |      |        |
| DNQ     | 18 | Raul Boesel        | March-Ford      |        |                        |      |        |
| Fontes: |    |                    |                 |        |                        |      |        |

## Tabela do campeonato após a corrida
| Pos.    | Piloto        | Pontos |
| ------- | ------------- | ------ |
| 1       | Didier Pironi | 35     |
| 2       | John Watson   | 30     |
| 3       | Niki Lauda    | 24     |
| 4       | Keke Rosberg  | 21     |
| 5       | Alain Prost   | 19     |
| Fontes: |               |        |

| Pos.    | Construtor    | Pontos |
| ------- | ------------- | ------ |
| 1       | McLaren-Ford  | 54     |
| 2       | Ferrari       | 45     |
| 3       | Williams-Ford | 34     |
| 4       | Renault       | 23     |
| 5       | Lotus-Ford    | 20     |
| Fontes: |               |        |

- Nota: Somente as primeiras cinco posições estão listadas. Entre 1981 e 1990 cada piloto podia computar onze resultados válidos por temporada não havendo descartes no mundial de construtores.